# P.A.R.T.S.
P.A.R.T.S. (Performing Arts Research and Training Studios) is een internationale opleiding voor hedendaagse dans die is gevestigd in de Brusselse gemeente Vorst.

## Geschiedenis
De opleiding werd in 1994 opgericht door de Vlaamse choreografe Anne Teresa De Keersmaeker en Bernard Foccroulle, toenmalige directeur van de nationale opera De Munt. Zij startten P.A.R.T.S. om de leemte op te vullen die bestond op het vlak van professionele opleiding voor hedendaagse dans. Het was hun intentie om een pedagogische verankering te bieden voor hedendaagse dans in België, die was begonnen in de vroege jaren 80 en sindsdien een snelle en sterke ontwikkeling had gekend. Op dat ogenblik waren er slechts enkele instellingen in Europa die zich resoluut richtten op die nieuwe artistieke ontwikkelingen.
“Op dat moment stond de hedendaagse Belgische dans internationaal al in hoog aanzien. Alleen was er geen school meer om die ervaring door te geven. Daarom besliste De Keersmaeker om P.A.R.T.S op te richten”, zei adjunct-directeur Theo Van Rompay in een interview in 2012. In 1988 sloot de Maurice Béjart's dansschool École Mudra. In 1992 werd Anne Teresa De Keersmaeker choreografe-in-residentie bij de nationale opera De Munt en een van haar ambities was een antwoord te bieden op het gebrek aan educatieve mogelijkheden voor hedendaagse dans. Voorafgaande aan de start van P.A.R.T.S. in 1995, hadden Rosas, het dansgezelschap van Anne Teresa De Keersmaeker, en De Munt al enkele jaren een danscursus georganiseerd voor studenten uit verschillende landen. Met P.A.R.T.S. wilden ze die dansopleiding een permanent karakter geven.
Anne Teresa De Keersmaeker was geïnspireerd door Mudra, waar ze zelf student was geweest en die met Béjart naar Zwitserland was verhuisd. In 2016 zei ze over die opleiding: "Mudra was gevestigd in een enorme hangar waar ook het Ballet van de XXste Eeuw (Noot: het gezelschap van choreograaf Maurice Béjart) repeteerde. Het idee van de choreograaf was om dansers op te leiden met een blik op andere disciplines. Onder de docenten waren geweldige mensen zoals Fernand Schirren (ritme en percussie) en Alfons Goris (theaterspel). Het was een verzamelplaats voor jonge mensen uit de hele wereld, een ontmoetingsplaats voor verschillende generaties dansers en choreografen. Er heerste zowel strengheid als anarchie. Het was een cruciale plaats voor mij." Zoals Mudra haar huisvesting deelde met het het Ballet van de XXste Eeuw, deelt P.A.R.T.S. vandaag haar huisvesting met Rosas en Ictus, het hedendaagse muziekensemble. Mudra-docent Fernand Schirren werd zelfs een van de docenten aan P.A.R.T.S.. En net zoals Mudra is P.A.R.T.S. een ontmoetingsplaats geworden voor verschillende generaties van dansers en choreografen uit de hele wereld.
De eerste generatie van P.A.R.T.S.-studenten studeerden af in 1998. Het was een groep van dansers en choreografen die onmiddellijk werk vonden bij de voornaamste dansgezelschappen of de aandacht kregen van het publiek en de critici voor hun eigen creaties. Onder hen waren Heine Avdal, Alix Eynaudi, Thomas Plischke, Arco Renz en Salva Sanchis, die allemaal sindsdien een internationale carrière als choreograaf hebben uitgebouwd.
Toen P.A.R.T.S. in 2015 20 jaar bestond, maakte de school bekend dat ongeveer 860 studenten, docenten en staf betrokken waren bij de school sinds haar start in 1995. P.A.R.T.S. en HES-SO/Manufacture, de hogeschool voor podiumkunsten die onderdeel is van de Haute école spécialisée de Suisse occidentale (Lausanne), zijn in 2013-2017 partnerinstellingen voor  hogere opleiding in hedendaagse dans.

## Internationale bekendheid
P.A.R.T.S. heeft internationale bekendheid met studenten en docenten die uit meer dan twintig landen afkomstig zijn, voornamelijk Europa en de Verenigde Staten. Toen de school in 1995 begon, beweerde de invloedrijke Franse criticus Jean-Marc Adolphe echter dat het idee van de school niet deugde, en zelfs dat het niet meer dan een kweekvijvertje voor Rosas was. Zes jaar later herzag hij zijn mening. Samen met Alain Crombecque, directeur van het Festival d’Automne, nodigde hij de school uit voor een verblijf van een maand aan het Théâtre de la Bastille en het Théâtre du Rond-Point in Parijs. Volgens Alain Crombecque beschouwden ze de activiteiten van P.A.R.T.S. in Brussel sinds 1995 als exemplarisch, en vonden ze het van primair belang om daarover te getuigen in Frankrijk. Dat initiatief werd herhaald in de editie van 2010 van het Festival d’Automne.
De P.A.R.T.S.-studenten stellen hun werk regelmatig voor aan het publiek. Ze doen dat niet enkel in P.A.R.T.S., maar ook in een brede waaier van theaters en kunstencentra in België en elders (waaronder het Kaaitheater in Brussel, Vooruit en CAMPO in Gent, DE Studio en Monty in Antwerpen, STUK in Leuven, De Brakke Grond in Amsterdam, PACT Zollverein in Essen, Plac Wolnosci/ Malta Festival in Poznan en Mimar Sinan Universitesi Bomonti Kampusu (Mimar Sinan Universiteit Bomonti Campus) in Istanboel).
In 2010 ontving P.A.R.T.S. de Zilveren Leeuw voor Dans op het 7e Internationale Festival van de Hedendaagse Dans van de Biënnale van Venetië. De jury lauwerde P.A.R.T.S. om haar intensief studieprogramma. De motivatie voor de toekenning van de Zilveren Leeuw klonk als volgt: “P.A.R.T.S. werd nog recentelijk opgericht (1995) en oogstte onmiddellijk erkenning in Europa als centrum voor pedagogische innovatie met een compleet en intensief studieprogramma waarin de geavanceerdste technieken van hedendaagse dans in dialoog treden met andere artistieke disciplines en in het bijzonder met theater en muziek. Een bewegingslaboratorium dat zich niet enkel richt op de ontwikkeling van de danser, maar ook op zijn zoeken naar een artistieke identiteit.”

## Pedagogisch programma
Anne Teresa de Keersmaeker verwoordde de filosofie, ambitie en geest van P.A.R.T.S. op de volgende manier: “Ik kan niemand leren om te dansen. Men leert zichzelf dansen. Maar misschien kan ik hen een verlangen, een ervaring, geven, een ruimte scheppen voor uitdagingen.” In 2000 vatte adjunct-directeur Theo Van Rompuy de doelstellingen van de school op de volgende manier samen: “Ten eerste is er de basisbehoefte een opleiding voor hedendaagse dans te verzorgen. Ten tweede willen we een instrument creëren om de kennis en informatie die voortkomt uit de stormachtige ontwikkeling van de Belgische dans door te geven. De bedoeling is steeds een link te leggen met de levende praktijk in binnen- en buitenland. Daartoe confronteren we de jonge danser gedurende de training met werk van onder meer William Forsythe, Pina Bausch, De Keersmaeker, Wim Vandekeybus, Meg Stuart en Pierre Droulers, als een oriëntatiepunt. Het is allemaal sterk materiaal dat zijn evidentie bewijst op het toneel, en precies daardoor zal de student er vruchten van plukken, maar moet hij zich ook positioneren, in relatie of conflict ermee. Zo is het nooit de bedoeling volgens een bepaald model volgelingen van wie dan ook te vormen, maar wel fysiek en danstechnisch goede dansers en choreografen op te leiden, die een eigen taal, een eigen stem ontwikkelen.”
Anne Teresa De Keersmaeker ontwierp zelf het pedagogisch programma van P.A.R.T.S.. Oorspronkelijk duurde het programma drie jaar. Dat veranderde in 2000, toen er wijzigingen werden doorgevoerd en het programma werd uitgebreid, met de optie om te specialiseren als danser of als choreograaf. Het pedagogisch programma bestaat uit twee delen (cycli genoemd). Het eerste deel is de Training die drie jaar duurt en de basis vormt van de opleiding. Het tweede deel is de daarop volgende Research Studios die twee jaar duurt.
Het programma bestaat uit een basis die technische training verbindt met aandacht voor zowel lichaamsbewustzijn, theater- en muziekopleiding als theoretische concepten. Het onderzoeksdeel beklemtoont het eigen creatieve werk. Creatie is een van de essentiële doelstellingen van P.A.R.T.S.. Daarin onderscheidt de opleiding zich bijvoorbeeld van klassieke balletopleiding, die zich, volgens adjunct-directeur Theo Van Rompuy, meer richt op techniek. ”Ballet heeft een andere finaliteit. De bewegingstaal in de dans is veel losser. […] Het is een goede training voor het lichaam. Maar voor ons is techniek niet doorslaggevend. We zoeken dansers die de spirit van een kunstenaar uitademen. […] We zijn niet op zoek naar uitvoerders van iemands ideeën. We zijn op zoek naar mensen die zelf ideeën hebben.” “Onze ambities en visie op het vormen van jonge dansers zijn nog steeds dezelfde als tien jaar geleden. Alleen leiden we niet meer op tot danser ofwel tot choreograaf, maar nog meer tot 'dansmaker'. De tweedeling tussen bedenken en uitvoeren is verdwenen. Verder ligt er vandaag in de school veel meer nadruk op de productie en de organisatie van de voorstellingen die onze studenten maken."
Gedurende de opleiding is er veel aandacht voor het repertoire van Rosas. Elk jaar leren de studenten één volledige choreografie van Rosas aan. Daarnaast komt ook het repertoire van andere hedendaagse choreografen komt aan bod, zoals dat van Pina Bausch, William Forsythe en Trisha Brown.

## Enkele gerenommeerde alumni
Enkele bekende alumni die de opleiding aan P.A.R.T.S. gevolgd hebben zijn:
- Heine Avdal
- Eleanor Bauer
- Sidi Larbi Cherkaoui
- Ugo Dehaes
- Lisbeth Gruwez
- Dada Masilo
- Mette Ingvartsen
- Akram Khan
- Arco Renz
- Salva Sanchis
- Ula Sickle

## Financiële ondersteuning
Van bij de start in 1995 werd P.A.R.T.S. gesubsidieerd door de Vlaamse Gemeenschapscommissie. Sinds 1998 ontvangt P.A.R.T.S. subsidies van het ministerie van Onderwijs van de Vlaamse Gemeenschap. Sinds 2002 gebeurt dit op basis van beheersovereenkomsten die elke vijf jaar worden vernieuwd. De school ontvangt momenteel ook aanvullende financiering van het netwerk [DNA] Departures and Arrivals, dat gecofinancierd wordt door de Europese Commissie (Creative Europe Program). Tussen 2001 en 2014 ontving de school aanvullende financiering van het netwerk DÉPARTS, dat gecofinancierd werd door de Europese Commissie.

## Boekpublicaties over P.A.R.T.S.
- Steven de Belder (ed.), Theo van Rompay (ed.), Documenting 10 years of contemporary dance education, P.A.R.T.S., 2006, 211 p.

Dit boek verscheen naar aanleiding van de tiende verjaardag van P.A.R.T.S..
- Theo van Rompay (ed.), 20 years - 50 portraits, P.A.R.T.S., 2016, 408 p., ISBN  978-90-902-9748-4

Dit boek verscheen naar aanleiding van de twintigste verjaardag van P.A.R.T.S.. Het bevat portretten van 50 P.A.R.T.S.-studenten en een overzicht van 860 docenten, medewerkers en studenten die samen P.A.R.T.S. hebben uitgebouwd.